# César Soto Grado
César Soto Grado (Candeleda, 17 giugno 1980) è un arbitro di calcio spagnolo.

## Carriera
Dopo gli anni passati nelle serie minori spagnole, nel 2010 raggiunge la Segunda División, facendo il suo esordio il 29 agosto. Nel suo primo anno in questo campionato dirige 13 partite. Rimane in Segunda División fino al 2019, quando viene promosso a La Liga. Alla sua prima stagione nel massimo campionato di Spagna dirige ben 19 partite. 
Nella stagione 2021-2022 esordisce in una competizione UEFA, arbitrando l'incontro delle Qualificazioni al campionato europeo di calcio Under-21 arbitrando Danimarca-Scozia (1-1). Nella stessa stagione dirige la finale della Supercopa de España Atlético Bilbao-Real Madrid, terminata 0-2. Il 25 marzo 2022 esordisce in un incontro tra Nazionali, dirigendo Malta-Azerbaigian (1-0).
Nella stagione 2022-2023 esordisce in Champions League (qualificazioni) e Conference League (qualificazioni e fase a gironi).